# Lozovo
Lozovo (in macedone Лозово?) è un comune nella parte centro-orientale della Macedonia del Nord. La sede comunale si trova a Lozovo.
Il comune confina con Sveti Nikole a nord, con Štip a est, con Gradsko a sud e con Veles a ovest.

## Società

### Evoluzione demografica
Secondo il censimento nazionale del 2002 questo municipio ha 2 858 abitanti. I principali gruppi etnici sono:
- Macedoni: 2 471
- Turchi: 157
- Valacchi: 122

## Località
Il comune è formato dalle seguenti località:
- Adjibegovo
- Adjimatovo
- Bekirloja
- Dorfulija
- Gjuzemelci
- Karatmanovo
- Kišino
- Lozovo (sede municipale)
- Milino
- Saramzalino
- Kjoselari